# Lista siturilor arheologice din județul Sălaj - Ș
Lista siturilor arheologice din județul Sălaj - Ș conține toate siturile arheologice din județul Sălaj înscrise în Repertoriul Arheologic Național (RAN) și aflate în localități al căror nume începe cu litera Ș. RAN este administrat de Ministerul Culturii și Patrimoniului Național și cuprinde date științifice, cartografice, topografice, imagini și planuri, precum și orice alte informații privitoare la zonele cu potențial arheologic, studiate sau nu, încă existente sau dispărute.
Puteți căuta un sit din localitățile care încep cu litera Ș folosind formularul de mai jos sau puteți naviga prin toate siturile din județ la Lista siturilor arheologice din județul Sălaj.
| Cod RAN                                    | Denumire | Localitate                       | Adresă                                                     | Datare                                                   | Descoperit | Coordonate                                    | Imagine           | Erori            |
| ------------------------------------------ | --- | -------------------------------- | ---------------------------------------------------------- | -------------------------------------------------------- | ---------- | --------------------------------------------- | ----------------- | ---------------- |
| 139893.01.01 (Cod LMI: SJ-I-s-A-04967)     | Situl arheologic de la Șimleul Silvaniei - "Observator" / ansamblu anonim (Categorie: locuire civilă) (Tip: Așezare)                  | oraș Șimleu Silvaniei            | Observator                                                 | Starčevo - Criș                                          |            | 47°15′00″N 22°34′00″E / 47.25°N 22.56667°E    | Încărcați imagine | Raportați eroare |
| 139893.01.02 (Cod LMI: SJ-I-s-A-04967)     | Situl arheologic de la Șimleul Silvaniei - "Observator" / ansamblu anonim (Categorie: locuire civilă) (Tip: Așezare)                  | oraș Șimleu Silvaniei            | Observator                                                 | Coțofeni/Wietenberg/Cehăluț                              |            | 47°15′00″N 22°34′00″E / 47.25°N 22.56667°E    | Încărcați imagine | Raportați eroare |
| 139893.01.03 (Cod LMI: SJ-I-m-A-04967.03)  | Situl arheologic de la Șimleul Silvaniei - "Observator" / ansamblu anonim (Categorie: locuire civilă) (Tip: Așezare fortificată)      | oraș Șimleu Silvaniei            | Observator                                                 | Gáva                                                     |            | 47°15′00″N 22°34′00″E / 47.25°N 22.56667°E    | Încărcați imagine | Raportați eroare |
| 139893.01.04 (Cod LMI: SJ-I-m-A-04967.02)  | Situl arheologic de la Șimleul Silvaniei - "Observator" / ansamblu anonim (Categorie: locuire civilă) (Tip: Așezare fortificată)      | oraș Șimleu Silvaniei            | Observator                                                 | geto-dacică sec.I î.Hr.                                  |            | 47°15′00″N 22°34′00″E / 47.25°N 22.56667°E    | Încărcați imagine | Raportați eroare |
| 139893.01.05 (Cod LMI: SJ-I-m-A-04967.01)  | Situl arheologic de la Șimleul Silvaniei - "Observator" / ansamblu anonim (Categorie: locuire civilă) (Tip: Așezare fortificată)      | oraș Șimleu Silvaniei            | Observator                                                 | sec.VIII - X                                             |            | 47°15′00″N 22°34′00″E / 47.25°N 22.56667°E    | Încărcați imagine | Raportați eroare |
| 139893.05.01 (Cod LMI: SJ-I-s-A-04965)     | Necropola Wietenberg de la Șimleu Silvaniei - "Grădina Cetății" / ansamblu anonim (Categorie: descoperire funerară) (Tip: Necropolă)  | oraș Șimleu Silvaniei            | Grădina Cetății (Varkert)                                  | Wietenberg                                               |            |                                               | Încărcați imagine | Raportați eroare |
| 139893.04.01 (Cod LMI: SJ-I-s-A-04966)     | Situl arheologic de la Șimleu Silvaniei - "Dealul Cetății" / ansamblu anonim (Categorie: locuire) (Tip: Așezare)                      | oraș Șimleu Silvaniei            | Dealul Cetății                                             | Wietenberg                                               |            |                                               | Încărcați imagine | Raportați eroare |
| 139893.04.02 (Cod LMI: SJ-I-m-A-04966.02)  | Situl arheologic de la Șimleu Silvaniei - "Dealul Cetății" / ansamblu anonim (Categorie: locuire) (Tip: Așezare fortificată)          | oraș Șimleu Silvaniei            | Dealul Cetății                                             | dacică a doua jumate a sec. II a. Chr. - sec. II p. Chr. |            |                                               | Încărcați imagine | Raportați eroare |
| 139893.04.03 (Cod LMI: SJ-I-s-A-04966)     | Situl arheologic de la Șimleu Silvaniei - "Dealul Cetății" / ansamblu anonim (Categorie: locuire) (Tip: Fortificație)                 | oraș Șimleu Silvaniei            | Dealul Cetății                                             | sec. IX - XV                                             |            |                                               | Încărcați imagine | Raportați eroare |
| 142765.01.01 (Cod LMI: SJ-I-s-B-04968)     | Așezarea eneolitică de la Șoimuș - "Peștean" / ansamblu anonim (Categorie: locuire civilă) (Tip: Așezare)                             | sat Șoimuș, comuna Someș-Odorhei | Peștean                                                    | Tiszapolgár - II                                         |            |                                               | Încărcați imagine | Raportați eroare |
| 141991.01.01 (Cod LMI: SJ-I-s-B-04969)     | Așezarea eneolitică de la Șumal - "Vârful lui Kun" / ansamblu anonim (Categorie: locuire civilă) (Tip: Așezare)                       | sat Șumal, comuna Marca          | Vârful lui Kun                                             | Tiszapolgár                                              |            |                                               | Încărcați imagine | Raportați eroare |
| 141991.02.01 (Cod LMI: SJ-I-s-B-04970)     | Așezarea Tisa de la Șumal - "Vârful lui Sommaly" / ansamblu anonim (Categorie: locuire civilă) (Tip: Așezare)                         | sat Șumal, comuna Marca          | Vârful lui Sommaly                                         | Tiszapolgár - II                                         |            |                                               | Încărcați imagine | Raportați eroare |
| 139893.09.01 (Cod LMI: SJ-II-m-A-05126.01) | Castelul Bathory de la Șimleu Silvaniei / ansamblu anonim (Categorie: construcție) (Tip: bastioane)                                   | oraș Șimleu Silvaniei            | Str. Bathory Stefanus 1                                    | 1532, modificată în 1679                                 |            |                                               | Încărcați imagine | Raportați eroare |
| 139893.09.02 (Cod LMI: SJ-II-m-A-05126.02) | Castelul Bathory de la Șimleu Silvaniei / ansamblu anonim (Categorie: construcție) (Tip: Zid de incintă)                              | oraș Șimleu Silvaniei            | Str. Bathory Stefanus 1                                    | 1532, modificată în 1679                                 |            |                                               | Încărcați imagine | Raportați eroare |
| 139893.09.03 (Cod LMI: SJ-II-m-A-05126.03) | Castelul Bathory de la Șimleu Silvaniei / ansamblu anonim (Categorie: construcție) (Tip: Poartă)                                      | oraș Șimleu Silvaniei            | Str. Bathory Stefanus 1                                    | 1532, modificată în 1679                                 |            |                                               | Încărcați imagine | Raportați eroare |
| 142863.01                                  | Topor neo-eneolitic de la Șamșud- Coasta Dealului (Dosul Dealului) (Categorie: descoperire izolată) (Tip: obiect izolat)              | sat Șamșud, comuna Șamșud        | Coasta Dealului (Dosul Dealului)                           |                                                          |            |                                               | Încărcați imagine | Raportați eroare |
| 139893.08.01                               | Așezări neolitice la Șimleu Silvaniei / ansamblu anonim (Categorie: locuire civilă) (Tip: Locuire)                                    | oraș Șimleu Silvaniei            |                                                            |                                                          |            |                                               | Încărcați imagine | Raportați eroare |
| 139893.06.01                               | Așezarea eneolitică de la Șimleul Silvaniei - Gară / ansamblu anonim (Categorie: locuire civilă) (Tip: Așezare)                       | oraș Șimleu Silvaniei            | Gară                                                       | Tiszapolgár                                              |            |                                               | Încărcați imagine | Raportați eroare |
| 142765.02.01                               | Așezarea eneolitică de la Șoimuș - "Rât" / ansamblu anonim (Categorie: locuire civilă) (Tip: Așezare)                                 | sat Șoimuș, comuna Someș-Odorhei | Rât                                                        | Tiszapolgár                                              |            |                                               | Încărcați imagine | Raportați eroare |
| 139893.07.01                               | Situl arheologic de la Șimleul Silvaniei din "str. Andrei Mureșanu" / ansamblu anonim (Categorie: locuire civilă) (Tip: Așezare)      | oraș Șimleu Silvaniei            | str. Andrei Mureșanu nr. 11-32, punct str. Andrei Mureșanu | dacică                                                   |            | 47°14′01″N 22°47′44″E / 47.23364°N 22.79566°E | Încărcați imagine | Raportați eroare |
| 139893.07.02                               | Situl arheologic de la Șimleul Silvaniei din "str. Andrei Mureșanu" / ansamblu anonim (Categorie: locuire civilă) (Tip: Locuință)     | oraș Șimleu Silvaniei            | str. Andrei Mureșanu nr. 11-32, punct str. Andrei Mureșanu | a doua jumãtate a sec. X - prima jumãtate a sec. XI      |            | 47°14′01″N 22°47′44″E / 47.23364°N 22.79566°E | Încărcați imagine | Raportați eroare |
| 139893.15.01 (Cod LMI: SJ-II-m-A-05128)    | Biserica medievală romano-catolică de la Șimleu Silvaniei / ansamblu anonim (Categorie: structură de cult/religioasă) (Tip: Biserică) | oraș Șimleu Silvaniei            | str. 1 Mai 1A                                              | 1532; refăcută 1666 și supraînălțată 1892                |            | 47°13′56″N 22°47′55″E / 47.2323°N 22.798562°E | Încărcați imagine | Raportați eroare |
| 139893.15.02 (Cod LMI: SJ-II-m-A-05128)    | Biserica medievală romano-catolică de la Șimleu Silvaniei / ansamblu anonim (Categorie: structură de cult/religioasă) (Tip: Cimitir)  | oraș Șimleu Silvaniei            | str. 1 Mai 1A                                              |                                                          |            |                                               | Încărcați imagine | Raportați eroare |
| 139893.12                                  | Așezarea Latene de la Șimleul Silvaniei-str. Cotnari, nr. 60 (Categorie: locuire) (Tip: așezare)                                      | oraș Șimleu Silvaniei            | str. Cotnari, nr. 60, punct str. Cotnari, nr. 60           |                                                          |            |                                               | Încărcați imagine | Raportați eroare |
| 139893.03                                  | Așezarea din epoca bronzului de la Șimleul Silvaniei-Centru / ansamblu anonim (Categorie: locuire) (Tip: Așezare)                     | oraș Șimleu Silvaniei            | Centru                                                     | Wietenberg                                               |            | 47°13′46″N 22°48′03″E / 47.22944°N 22.8007°E  | Încărcați imagine | Raportați eroare |
| 139893.03                                  | Așezarea din epoca bronzului de la Șimleul Silvaniei-Centru / ansamblu anonim (Categorie: locuire) (Tip: așezare)                     | oraș Șimleu Silvaniei            | Centru                                                     | Cehăluț                                                  |            | 47°13′46″N 22°48′03″E / 47.22944°N 22.8007°E  | Încărcați imagine | Raportați eroare |
| 139893.03                                  | Așezarea din epoca bronzului de la Șimleul Silvaniei-Centru / ansamblu anonim (Categorie: locuire) (Tip: Așezare)                     | oraș Șimleu Silvaniei            | Centru                                                     | Suciu de Sus                                             |            | 47°13′46″N 22°48′03″E / 47.22944°N 22.8007°E  | Încărcați imagine | Raportați eroare |
| 139893.14.01                               | Situl arheologic de la Șimleul Silvaniei - Pământul lui Bacsadi / ansamblu anonim (Categorie: locuire) (Tip: Așezare)                 | oraș Șimleu Silvaniei            | Str. 22 decembrie 1989, punct Pământul lui Bacsadi         | Tiszapolgár                                              |            |                                               | Încărcați imagine | Raportați eroare |
| 139893.14.02                               | Situl arheologic de la Șimleul Silvaniei - Pământul lui Bacsadi / ansamblu anonim (Categorie: locuire) (Tip: Așezare)                 | oraș Șimleu Silvaniei            | Str. 22 decembrie 1989, punct Pământul lui Bacsadi         | Wietenberg                                               |            |                                               | Încărcați imagine | Raportați eroare |
| 139893.14.03                               | Situl arheologic de la Șimleul Silvaniei - Pământul lui Bacsadi / ansamblu anonim (Categorie: locuire) (Tip: Așezare)                 | oraș Șimleu Silvaniei            | Str. 22 decembrie 1989, punct Pământul lui Bacsadi         | Cehăluț                                                  |            |                                               | Încărcați imagine | Raportați eroare |
| 139893.15.01                               | Așezarea Latene de la Șimleul Silvaniei-Str. Mihai Eminescu nr. 12 / ansamblu anonim (Categorie: locuire) (Tip: monument funerar)     | oraș Șimleu Silvaniei            | Str. Mihai Eminescu nr.12, punct Str. Mihai Eminescu nr.12 | dacică                                                   |            |                                               | Încărcați imagine | Raportați eroare |
| 139893.10.01                               | Așezare Latene de la Șimleul Silvaniei-Uliu cel Mic / ansamblu anonim (Categorie: locuire) (Tip: Așezare)                             | oraș Șimleu Silvaniei            | Uliu cel Mic                                               | dacică sec. I a.Ch- I p.Ch                               |            | 47°14′45″N 22°44′28″E / 47.24575°N 22.741°E   | Încărcați imagine | Raportați eroare |
| 139893.10.02                               | Așezare Latene de la Șimleul Silvaniei-Uliu cel Mic / ansamblu anonim (Categorie: locuire) (Tip: tezaur)                              | oraș Șimleu Silvaniei            | Uliu cel Mic                                               | romană sec. I p. Ch.                                     |            | 47°14′45″N 22°44′28″E / 47.24575°N 22.741°E   | Încărcați imagine | Raportați eroare |
| 139893.11.01                               | Așezare dacică de la Șimleul Silvaniei-str.Cetății / ansamblu anonim (Categorie: locuire) (Tip: Așezare)                              | oraș Șimleu Silvaniei            | str.Cetății f.n., punct str.Cetății f.n.                   | dacică                                                   |            | 47°13′58″N 22°47′48″E / 47.23278°N 22.79663°E | Încărcați imagine | Raportați eroare |
| 139893.13.01                               | Situl arheologic de la Șimleul Silvaniei-Tudor Vladimirescu 7 / ansamblu anonim (Categorie: locuire) (Tip: așezare fortificată)       | oraș Șimleu Silvaniei            | Str. Tudor Vladimirescu 7, punct Tudor Vladimirescu 7      | Zău                                                      |            | 47°13′48″N 22°48′49″E / 47.22996°N 22.81371°E | Încărcați imagine | Raportați eroare |
| 139893.13.02                               | Situl arheologic de la Șimleul Silvaniei-Tudor Vladimirescu 7 / ansamblu anonim (Categorie: locuire) (Tip: Necropolă de inhumație)    | oraș Șimleu Silvaniei            | Str. Tudor Vladimirescu 7, punct Tudor Vladimirescu 7      | Zău                                                      |            | 47°13′48″N 22°48′49″E / 47.22996°N 22.81371°E | Încărcați imagine | Raportați eroare |
| 139893.13.03                               | Situl arheologic de la Șimleul Silvaniei-Tudor Vladimirescu 7 / ansamblu anonim (Categorie: locuire) (Tip: așezare)                   | oraș Șimleu Silvaniei            | Str. Tudor Vladimirescu 7, punct Tudor Vladimirescu 7      | Wietenberg                                               |            | 47°13′48″N 22°48′49″E / 47.22996°N 22.81371°E | Încărcați imagine | Raportați eroare |
| 139893.13.05                               | Situl arheologic de la Șimleul Silvaniei-Tudor Vladimirescu 7 / ansamblu anonim (Categorie: locuire) (Tip: așezare)                   | oraș Șimleu Silvaniei            | Str. Tudor Vladimirescu 7, punct Tudor Vladimirescu 7      | dacilor liberi sec. II-III                               |            | 47°13′48″N 22°48′49″E / 47.22996°N 22.81371°E | Încărcați imagine | Raportați eroare |
| 139893.13.06                               | Situl arheologic de la Șimleul Silvaniei-Tudor Vladimirescu 7 / ansamblu anonim (Categorie: locuire) (Tip: așezare)                   | oraș Șimleu Silvaniei            | Str. Tudor Vladimirescu 7, punct Tudor Vladimirescu 7      | sec. XVII                                                |            | 47°13′48″N 22°48′49″E / 47.22996°N 22.81371°E | Încărcați imagine | Raportați eroare |
| 139893.13.04                               | Situl arheologic de la Șimleul Silvaniei-Tudor Vladimirescu 7 / ansamblu anonim (Categorie: locuire) (Tip: așezare)                   | oraș Șimleu Silvaniei            | Str. Tudor Vladimirescu 7, punct Tudor Vladimirescu 7      | Cehăluț                                                  |            | 47°13′48″N 22°48′49″E / 47.22996°N 22.81371°E | Încărcați imagine | Raportați eroare |